# 結城美優
結城 美優（ゆうき みゆ、1998年12月22日 - ）は日本の女優。埼玉県出身。ZETT所属。

## 来歴
2017年7月、ENG主催の舞台「メトロノウム」出演者オーディションで合格。初舞台を務める。以降は様々な劇団の舞台製作や物販スタッフを務めながら、小劇場をメインとして女優活動をしていた。
2019年3月、現在の事務所に知人の紹介で所属となる。
2019年8月、アリスインプロジェクトの舞台「真約 魔銃ドナー」では変則出演として3番手を務めた。

## 出演

### 舞台
2017年
- ENG「メトロノウム」（2017年6月28日 - 7月3日、日暮里d-倉庫） - カキコ 役
- 劇団A.D.M「かけちがい〜気づくのは、いつも最後になってから〜」（2017年10月19日 - 22日、キーノートシアター） - 椎名蘭 役
- ShiMeJi「アナタは誰の為にウソをつくの?」（2017年12月6日 - 10日、RAFT） - 東雲主任 役

2018年
- fragment edge「QuartZ-クォーツ-」（2018年7月12日 - 16日、TACCS1179） - ルプス 役

2019年
- アサルトリリィ×私立ルドビコ女学院×人狼TLPT S「未来への十字架II」（2019年2月8日 - 17日、萬劇場） - 富士野・テオドラ・美都 役
- ShiMeJi「As Long As〜」（2019年3月28日 - 31日、RAFT） - 和泉朱音 役
- アリスインプロジェクト「降臨Hearts&Soul」（2019年4月25日 - 5月6日、シアターKASSAI） - 管理官TSR164 役
- ILLUMINUS「LUMINABELLA PROGRAM」BELLAチーム（2019年6月2日 - 9日、コフレリオ新宿シアター） - エリ 役
- 感情7号線「いつも、同じ夢を見ていたい」（2019年7月10日 - 17日、新生館シアター） - ヒロイン・ゆう 役
- アリスインプロジェクト「真約・魔銃ドナー」（2019年8月7日 - 18日、シアターKASSAI） - 吾妻レイカ 役
- 劇団☆ディアステージ「マジカル・リバース・ワールド2019」（2019年9月26日 - 10月2日、ラゾーナ川崎プラザソル） - 門番ユーア 役
- アリスインプロジェクト「アリスインデッドリースクール コネクト」（2019年11月7日 - 10日、新宿村LIVE） - 宍戸舞 役
- ILLUMINUS「LUMINABELLA PROGRAM vol.2」（2019年11月20日 - 24日、コフレリオ新宿シアター） - 美郷すみれ 役
- 劇団TEAM-ODAC「キクネ〜僕らに出来ること〜」（2019年12月16日 - 22日、草月ホール） - 岸辺朱音 役

2020年
- アリスインプロジェクト「Dance Dance Dance Dark Dungeon」（2020年1月30日 - 2月11日、シアターKASSAI） - 愛宕美桜 役
- 剣舞プロジェクト×アリスインプロジェクト「百花繚乱〜Break a leg!〜」（2020年3月11日 - 15日、新宿村LIVE） - 花 役
- アリスインプロジェクト「アリスインデッドリースクール 永遠」（2020年4月1日 - 2日、新宿・シアターブラッツ） - 宍戸舞 役
- UDA☆MAP「新宿☆アタッカーズSeason3〜孤島の洋館連続殺人事件〜」（2020年9月30日 - 10月4日、シアターグリーンBIG TREE THEATER） - 雪延（ゆきの） 役
- M-SMILE「渋谷2丁目劇場〜キミに贈る朗読会 ハロウィンSP〜」（2020年10月10日 - 11日、MsmileBOX渋谷）

2021年
- フライドボール企画「KINTOKI」（2021年2月11日 - 14日、THEATER BRATS） - ヒロイン・兎跳 役
- Monkey Works「明日は捲る」（2021年4月14日 - 18日、シアターサンモール） - 北津柑奈 役
- 劇団皇帝ケチャップ「セーブポイントからもう一度」（2021年5月12日 - 16日、シアターKASSAI）
- ウルトラマンション×トキヲイキルコラボ公演「うらがわの事件簿」（2021年5月20日、コフレリオ新宿シアター）日替わりゲスト
- GIRLS VEAT「白球乙女!!」（2021年6月17日、MsmileBOX渋谷）主演
- UDA☆MAP「袴DE☆アンビシャス!」（2021年8月4日 - 6日、シアターグリーン BIG TREE THEATER） - 小暮山チヨ 役
- BE WOOD LIVE「ペーパーカンパニー ゴーストカンパニー」（2021年10月6日 - 10日、シアターKASSAI） - 田村亜音 役
- ベニバラ兎団「STARGAZER」（2021年11月11日 - 14日、六行会ホール） - スフィア 役

2022年
- ソフトボイルド「戦国送球〜バトルボールズ〜第二次真田合戦」（2022年4月6日 - 10日、シアター1010） - 栗林美沙 役
- T-gene stage「愛をなくした男」（2022年5月18日 - 22日、すみだパークシアター倉） - タナカユイ 役
- 蛇ノ目企画「さくらば～六の約束～」（2022年6月15日 - 19日、シアター・アルファ東京） - ヒロイン・せき 役
- UDA☆MAP「袴DE☆アンビシャス!2022」（2022年7月13日 - 18日、シアターグリーン BIG TREE THEATER） - 小暮山チヨ 役
- RAVE塾「WTeen」Bチーム（2022年8月25日 - 28日、CBGKシブゲキ!!） - 小崎絢加 役
- feather stage『ショートストーリーズ』「ホームセンターズピリオド」Aチーム（2022年9月17日 - 25日、シアターKASSAI）- 主演・円山綾乃 役
- OYUUGIKAI「嘘ぎらい」月チーム（2022年10月5日 - 10日、本所松坂亭） - 守宮鈴 役
- カラスカ「マジの宅急便」（2022年11月30日 - 12月4日、シアター・アルファ東京） - メカ美 役

2023年
- 劇団ディアステージ「テイクショットをもう一度」（2023年1月18日 - 22日、池袋・シアターKASSAI） - 別府千聖、明美 役
- 劇団バルスキッチン「どぎまぎメモリアル」～どぎどぎピンクバージョン～（2023年3月21日 - 26日、高島平・バルスタジオ） - 藤浪詩織 役
- Cooch「探偵はロングスリーパー」Women（2023年4月13日 - 16日、新宿・シアターブラッツ） - ウェンダ・江田 役
- mediterranean lily and fever「ピンクパンサーにご注意を」(2023年5月3日 - 14日、池袋・シアターKASSAI） - 鳥居カナデ 役
- ILLUMINUS「イリス・ノワール -焔罪のミサ-」エトワール（2023年6月10日 - 18日、六行会ホール） - ジェマ 役
- RAVE☆塾「かえってきた南無阿弥ティアラ」Bチーム（2023年6月29日 - 7月2日、築地・ブディストホール） - 三輪華蓮 役
- END es PRODUCE étape「N-ull land～零の世界～」（2023年8月9日 - 13日、池袋・シアターグリーン BIG TREE THEATER） - 結依 役
- Studio K'z「正典・まなつの銀河に雪のふるほし」（2023年9月13日 - 18日、池袋・シアターKASSAI） - リル 役
- Visual Reading Drama「ネット怪談×百物語」（2023年12月8日 - 10日、新宿村LIVE）

2024年
- 「菅生ゼミ休講のお知らせ」4期B組（2024年3月16日 - 24日、新宿・スターフィールド） - 赤石 役
- 純愛異形綺譚「刻め、我ガ肌ニ君ノ息吹ヲ 2024 」（2024年6月12日 - 16日、俳優座劇場）- 歩 役
- UDA☆MAP「魁☆パラダイムシフト」（2024年7月3日 - 7日、大塚・萬劇場） - 秘書ナツメ 役
- カイステ「8月の再起動」episode2（2024年8月30日 - 9月2日、千歳船橋・APOCシアター） - 雨月たぐり 役
- 劇団わ「劣等生、乙川強の半生。」（2024年9月25日 - 29日、中目黒キンケロシアター） - 四柳優妃 役
- 劇団虚幻癖「パラノイアサーカス」（2024年10月3日 - 11月3日、中野・ザ・ポケット） - イヴ 役
- Studio K'z「召喚アウトロー」（2024年12月4日 - 8日、大塚・萬劇場） - 市原エデン 役
- Poppin' Shower「星空ハーモニー2024」♯チーム（2024年12月25日 - 29日、池袋・シアターグリーンBIG TREE THEATER） - 火野麗央奈 役

2025年
- Studio K'z×アリスインプロジェクト「時空警察ヴェッカー1983・改」（2025年2月19日 - 24日、築地・ブディストホール） - 時空刑事リリ 役
- 舞台「アンダースタディ」（2025年4月16日 - 20日、シアター・アルファ東京）
- 劇団CATMINT 第21回「所以 〜room for sympathy〜」（2025年6月4日 - 8日〈予定〉、赤坂RED/THEATER）

### 配信
- RAVE☆塾「璃色リベリオン」（2021年9月16日 - 19日、zaiko） - 主演 神崎結衣 役

### テレビ
- 日本テレビ「THE突破ファイル」突破交番＆大救出スペシャル（2020年12月）

### 映画
- 怪奇百物語 壱之章（2019年6月）- 石井朱美 役
- 怪奇百物語 参之章（2021年1月）- 柿崎朱美 役

### ラジオ
- BUTAIURA!!@SHIBUYA×FM[62]（毎月第1日曜、渋谷クロスFM）

### モデル
- 「大人カワイイ柔らかなオレンジベージュ Orange Beige[63]」株式会社ガモウ 美容モデル（2021年1月）